# 小行星6634
小行星6634（英語：6634）是一颗围绕太阳公转的小行星。1987年5月23日，Campinas在坎皮纳斯发现了此天体。
这颗小行星的绝对星等为66.27902350677421等。